# 富田愿之助

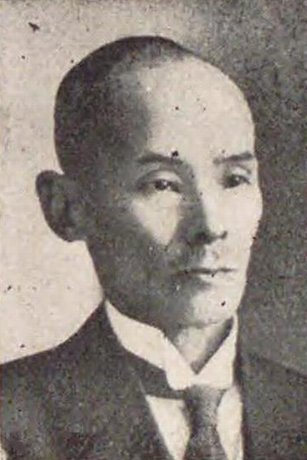
富田愿之助

富田 愿之助（とみた げんのすけ、1865年1月1日（元治元年12月4日） - 1927年（昭和2年）3月8日）は、衆議院議員（政友本党）、医師。

## 経歴
肥前国彼杵郡広田村（現在の長崎県佐世保市）出身。1888年（明治21年）、東京帝国大学医科大学別科を卒業。佐世保で医院を開業し、村会議員となり、市制施行後は市会議員、さらに市会議長として1914年（大正3年）までその職にあった。その後、県会議員、県参事会員に選ばれた。
1924年（大正13年）、第15回衆議院議員総選挙に出馬し、当選を果たした。
その他、西部合同瓦斯株式会社・五島電灯株式会社・有川電灯株式会社取締役、壱岐電灯株式会社監査役を務めた。